# Камилов, Руслан Умалатович
Руслан Умалатович Камилов (29 мая 1988 года, Россия) — российский боксёр-любитель. Призёр чемпионатов России (2008, 2009, 2012). По национальности — кумык. 

## Биография
Родился в городе Нижневартовск. Выпускник Нижневартовского филиала Тюменского государственного нефтегазового университета (2011).

## Спортивная карьера

### Чемпионат России по боксу 2008года
Выступал в легчайшей весовой категории (до 57 кг). В полуфинале победил Сергея Игнатьева. В финале проиграл Араику Амбарцумову.

### Чемпионат России — 2009
Выступал в легчайшей весовой категории (до 57 кг). В полуфинале взял верх над Дмитрием Полянским со счётом 11:5. В финале проиграл Сергею Водопьянову.

### Чемпионат России — 2010
Выступал в легчайшей весовой категории (до 57 кг). В четвертьфинале проиграл Вислану Далхаеву со счётом 0:5.

### Чемпионат России — 2012
Выступал в легкой весовой категории (до 60 кг). В полуфинале уступил Дмитрию Полянскому со счётом 8:11.

### Чемпионат России — 2014
Выступал в легкой весовой категории (до 60 кг). В четвертьфинале уступил Габилу Мамедову.

### Чемпионат России — 2015
Выступал в легкой весовой категории (до 60 кг). В четвертьфинале уступил Дмитрию Полянскому.

### Чемпионат России — 2016
Выступал в легкой весовой категории (до 60 кг). В четвертьфинале уступил Габилу Мамедову.

### Любительские
- 2008  Серебряный призёр чемпионата России в лёгком весе (до 60 кг).
- 2009  Серебряный призёр чемпионата России в лёгком весе (до 60 кг).
- 2012  Бронзовый призёр чемпионата России в лёгком весе (до 60 кг)[9].

## Звания
- Мастер спорта России.